# Weinfelden
Weinfelden – miasto i gmina (Politische Gemeinde) w północno-wschodniej Szwajcarii, w kantonie Turgowia, siedziba administracyjna okręgu (Bezirk) Weinfelden, w niemieckojęzycznej części kraju. Leży nad rzeką Thur. Pomimo że stolicą kantonu jest Frauenfeld, to bank kantonalny Thurgauer Kantonalbank a także Wielka Rada Kantonu (Grosser Rat) mają swoją siedzibę właśnie w Weinfelden. 
Miasto pochodzi z czasów starożytnego Rzymu i nosiło wówczas nazwę Quivelda.

## Demografia
W Weinfelden mieszka 11 680 osób. W 2021 roku 23,6% populacji gminy stanowiły osoby urodzone poza Szwajcarią. 

## Transport
Przez teren miasta przebiegają drogi główne nr 14 i nr 469.

## Sport
- HC Thurgau – klub hokeja na lodzie